# Ayumi Hamasaki
Ayumi Hamasaki (浜崎あゆみ Hamasaki Ayumi?,  Fukuoka, 2 de octubre de 1978) es una cantante y compositora japonesa. Entre sus álbumes y sencillos, ha logrado vender más de 75 millones de copias, consolidándose así como el tercer artista con mayores ventas en Japón y el artista solista que ha registrado las mayores ventas en la historia de Asia. También es el artista con más sencillos vendidos en la historia de Japón con aproximadamente 40 millones de copias vendidas desde su debut en 1993.
Nacido y criado en Fukuoka, Hamasaki se mudó a Tokio en 1993 para perseguir una carrera como cantante y actor. En 1998, bajo la tutela del Director Ejecutivo de Avex Max Matsuura, Hamasaki lanzó su sencillo debut «Poker Face» y su álbum debut A Song for XX. El álbum alcanzó la primera posición en la tabla de Oricon y se mantuvo durante 5 semanas vendiendo alrededor de un millón de copias. Sus próximos 10 álbumes vendieron sobre un millón de copias en Japón. No obstate con su tercer álbum Duty vendió casi 3 millones. A BEST, su primer álbum compilatorio, es su álbum más vendido con más de 4 millones de copias en Japón. Desde 2006, después de que su álbum Secret fuera lanzado, la venta de sus álbumes y sencillos han disminuido.
En 2006, con el lanzamiento de su sencillo número 39, «Startin' / Born To Be...», Ayumi Hamasaki se convirtió en el cantante con más números uno dentro de Japón en toda su historia, y también el artista con más sencillos dentro del Top 10 de los rankings, destronando a Seiko Matsuda.

## Biografía

### Vida previa
Nació en la Prefectura de Fukuoka. Es hija única, vivía con su madre y su abuela siendo esta última quién la crio debido a que la madre de Hamasaki trabajaba para sustentar a la familia. Su padre las abandonó cuando ella tenía tres años y no han vuelto a tener contacto desde entonces.
A los 7 años, comenzó su carrera de modelaje para instituciones locales, como bancos, para ayudar a la economía familiar. Continuó su carrera como modelo y a la edad de catorce años se trasladó a Tokio para trabajar con la firma SOS, una agencia de talentos. Su carrera no duraría mucho, SOS la consideraba demasiado baja para ser modelo y la transfirieron a Sun Music, una agencia de músicos. Bajo el seudónimo de «Ayumi», Hamasaki publicó un EP de rap Nothing from Nothing con el sello Nippon Columbia en 1995. Fue despedida cuando el álbum no consiguió posicionarse en Oricon. Tras este fracaso, Hamasaki comenzó a actuar y protagonizar películas de serie B como Ladys Ladys!! Sōcho Saigo no Hi y doramas como Miseinen, que tuvieron una pobre acogida entre el público. Desde agosto de 1995 a marzo de 1996, Hamasaki coorganizó la revista SoundLink Hōkago no Ōsama (放課後の王様?  Rey después del colegio) para la Nintendo Satellaview una vez por semana junto a Shigeru Izumiya. Insatisfecha con su trabajo, Hamasaki dejó de actuar y se mudó con su madre, quién se había trasladado a Tokio.
Hamasaki era una buena estudiante, sacaba buenas notas en el primer ciclo de secundaria. Sin embargo, perdió el interés en las asignaturas que se le impartían por considerarlas inútiles para su currículum. Sus notas empeoraron gradualmente. Mientras vivía en Tokio, intentó continuar con sus estudios en el Horikoshi Gakuen, un instituto de enseñanza secundaria para las artes, pero abandonó el primer año. Hamasaki no estudiaba ni tenía un trabajo, así que pasaba la mayor parte de su tiempo comprando en las boutiques de Shibuya y bailando en Velfarre, una discoteca propiedad de avex trax.
En Velfarre, Ayumi conoció al que se convertiría en su futuro productor, Max Matsuura, a través de un amigo. Tras escuchar cantar a Hamasaki en un karaoke, Matsuura le propuso una grabación, pero Hamasaki sospechando segundas intenciones rechazó la oferta. Tras persistir consiguió reclutarla para el sello Avex al año siguiente. Matsuura la envió a Nueva York para que recibiese clases de canto.

### 1998 - 1999: deA Song for ××aLOVEppears
El primer sencillo de Ayumi Hamasaki, titulado «Poker Face», salió a la venta el día 8 de abril de 1998. El sencillo obtuvo una promoción regular, y debutó en el puesto n.º 20 de las listas de Oricon. Poco a poco la joven comenzó a hacerse más conocida, y lo que más llamaba la atención eran sus letras. En agosto del mismo año ya conseguía entrar al Top 10 de lo más vendido con su tercer sencillo, «Trust».
El grado de atención en torno a esta nueva artista comenzó a aumentar poco a poco, y fue contratada para promocionar distintos productos, factor que la acompañaría -y ayudaría- prácticamente el resto de su carrera. Surgieron críticas positivas en torno a su música y letras, aunque también varias negativas, apuntando a la forma nasal de cantar de la joven, así como también su forma de ser, y muchos la consideraban incluso tonta por su forma de hablar tan lenta, como quién piensa cada palabra que dice. Toda la atención se sostuvo hasta el lanzamiento del primer álbum de la artista, A Song for XX, con el cual llegó al primer lugar de los más vendidos por primera vez, vendiendo más de 1 millón de copias.
Lo popular que se estaba haciendo la música dance en ese momento en toda Asia, también comenzó a hacerse una tendencia para Ayumi Hamasaki. Ya pasada la promoción de su primer álbum lanzaba «WHATEVER», su primer sencillo lanzado en versión remezclada, y poco después lanzó también ayu-mi-x, álbum que contenía versiones alternativas de las canciones de A Song for XX, tanto bailables como acústicas.
Su séptimo sencillo lanzado el 14 de abril de 1999, titulado «LOVE ~Destiny~», fue el primero el n.º 1 en ventas de las listas de Singles de Oricon. Comenzando con la publicación de Boys & Girls, el formato en que publicaba sus álbumes cambió de forma drástica. El equipo de la producción de Hamasaki, siguiendo la tendencia de la industria, cambió los 8cm singles por álbum al formato de 12cm maxi-singles; además, los nuevos lanzamientos contenían muchas remezclas. El tema compitió por primera vez con su rival de ese momento, Ami Suzuki, y su tema «BE TOGETHER». La primera semana Ami vendió más que Ayumi, ambas en el primer y segundo lugar respectivamente, pero ya a la segunda semana Hamasaki logró subir hasta el primer lugar. Consecuentemente, Boys & Girls se convirtió en el primer sencillo que consiguió el platino certificado. En agosto, publicó «A». En un movimiento sin precedente por avex trax, «A» ofreció cuatro temas nuevos y diez remixes. Solo el sencillo vendió alrededor de 1 millón 600 mil copias y sigue siendo su sencillo mejor vendido. 
En noviembre de ese año, aun cuando todavía no había transcurrido un año desde su primer álbum, lanzó su segundo trabajo, LOVEppears, del cual se vendieron más de dos millones de copias. Tuvo muy buena acogida por parte de sus seguidores y el hecho de que en la portada del álbum apareciera haciendo topless y cubriendo sus pechos con su pelo causó también algo de polémica.

### 2000:Duty
Con la llegada del nuevo milenio, Ayumi era ya considerada una de las cantantes con más potencial dentro de la industria musical japonesa, y también dentro de la cultura pop. La cantante comenzó a aparecer constantemente en numerosas revistas de moda, y la compañía de cosméticos KOSÉ la contrató como modelo e imagen de su firma, para la cual trabajó durante más de cuatro años. El primer producto para la línea de cosméticos del cual Ayumi fue rostro vendió la cifra récord de 500 mil unidades en solo dos días. «Vogue», la canción que se empleó como fondo musical de la promoción, también salió beneficiada, vendiendo alrededor de 700 mil copias. 
Desde abril del 2000 hasta junio del mismo año, Ayu lanzó un sencillo por mes: «Vogue», «Far away», y «SEASONS», los cuales se conocen entre los fanáticos como La Trilogía, dada la conexión en las letras de los tres temas y sus respectivos videoclips. Ya en el mes de septiembre de ese año se produjo el lanzamiento de su tercer álbum, Duty, y del sencillo «SURREAL». Este álbum, siguiendo la línea de sus antecesores, alcanzó los puestos más altos en los rankings de ventas, vendiendo casi 3 millones de copias. «SURREAL» también consiguió llegar al primer lugar de lo más vendido en materia de sencillos, lo que convirtió a Ayumi en la cuarta artista consiguió tener un sencillo y un álbum en el n.º 1 de forma consecutiva en las listas de Oricon. Para hacer esta situación aún más reconocible, también fue lanzado el primer concierto masivo de Ayumi en DVD, el cual llegó al número uno en las listas de ventas de DVD a su vez, lo que le concede a la artista el récord de ser la única artista que alcanza estas posiciones en las tres listas en la misma semana.	
De forma paralela a su éxito comercial, Ayumi también iba evolucionando más y más como artista. Su voz cambió considerablemente al llegar a esta etapa de su carrera, convirtiéndose en un registro mucho más profundo y algo más ronco, que contrasta con la forma aguda y más nasal de sus primeros trabajos. También el estilo de la cantante buscaba una mayor definición, por lo que fue incursionando en nuevos géneros, adentrándose también en instrumentos más acústicos y también del rock como las guitarras eléctricas, hecho que puede apreciarse al interior del álbum Duty.

### 2001: deA BESTaI am...
Cerca del fin del milenio, Ayumi lanzó su sencillo «M». El sencillo se convirtió en el mayor éxito de la temporada navideña, consiguiendo rápidamente cuatro discos de platino. Este tema también marca el comienzo de una nueva etapa en la carrera artística de la cantante al ser su primera composición propia, usando el seudónimo de «CREA», el cual también es el nombre de una de sus mascotas. 
El año 2001 fue un año de controversia para Ayumi, ya que poco antes del lanzamiento de su sencillo «Evolution», se dio inició a su primer Tour masivo a gran escala llamado DOME TOUR, dentro del cual cada espectáculo costaba cifras millonarias. El show comenzó poco a poco a agotar a la artista físicamente, e incluso comenzó a dañar su oído medio izquierdo. Esta dolencia que comenzó a aquejarla con el tiempo se hizo más fuerte, lo que terminó con un desvanecimiento en pleno ensayo de uno de sus conciertos. El desmayo de la cantante fue gran noticia, pero no solo por el hecho de que haya terminado en el hospital, sino porque esa misma noche tenía un espectáculo, al cual ella profesionalmemte se preparó y realizó. El hecho deja a la joven casi sin audición en uno de sus oídos, pero después de algún tiempo de descanso finalmente logró reponerse para seguir trabajando. Dentro de este mismo año surgió una nueva controversia, esta vez con el álbum de grandes éxitos que Avex tenía preparado para Ayumi en contra de su consentimiento, el cual fue finalmente titulado A BEST. La joven estuvo totalmente en contra del lanzamiento, pero igualmente fue lanzado al mercado. Incluso se cambió la fecha de lanzamiento para ponerse en competencia directa con el segundo disco de Hikaru Utada (su rival directa tras la desaparición de la industria de Ami Suzuki, y que es considerada hasta el día de hoy su más directa competidora), titulado DISTANCE. Los dos álbumes lucharon arduamente por el primer lugar de las listas de lo más vendido por semanas, y finalmente en el ranking anual realizado por Oricon Utada quedó en el primer lugar y Hamasaki en el segundo.	 
Su segundo disco de remixes Eurobeat, el cual fue titulado ayu-ro mix, se convirtió en el segundo álbum de remixes en la historia de la Música de Japón en encabezar las listas de ventas, siguiendo a LITTLE TOKYO de la cantante de Warner MISIA. Cuando el lanzamiento de su cuarto álbum fue retrasado, los precios del stock de avex trax disminuyeron, hecho que demostró el gran ingreso representaba Ayumi en ese momento para Avex. Se estimó que, en esos momentos, ella era responsable del 40% de los ingresos del gigante musical. En diciembre realizó un dueto con Keiko Komuro, integrante de la banda globe, este sencillo formó parte de song+nation, un proyecto de avex sin fines de lucro que reunió dinero para las víctimas de los atentados terroristas del 11 de septiembre en Nueva York. El primer día del 2002, fue presentado su cuarto álbum I am..., y al igual que sus predecesores fue certificado doble disco de platino.

### 2002 - 2003:RAINBOWyA BALLADS
Algunos meses más tarde, mientras Ayumi Hamasaki trabajaba en giras promocionales alrededor de Japón, fue lanzado su sencillo «Free & Easy», con el cual cambió completamente la manera en la que la artista publicaba sus sencillos. Desde el lanzamiento de este sencillo, todos los que prosiguieron dejaron de incluir gran cantidad de remixes y versiones alternativas, y su contenido bajo del promedio de 10 canciones a 4 o 5 aproximadamente. La canción inicialmente se creyó que no llegaría al primer lugar de las listas de Oricon, ya que el sencillo «Feel fine!» de Mai Kuraki estuvo los primeros días en lo alto de la lista de los más vendidos. Sin embargo, «Free & Easy» llevó a Hamasaki al número uno en las listas semanales.
Otro gran éxito fue el sencillo «H», lanzado en junio del 2002. Al igual que «A» de 1999, este sencillo estaba compuesto por varias canciones originales (las tres canciones de ese sencillo son con consideradas como «Cara A» del mismo), pero a diferencia del anterior, «H» no contenía remixes o versiones alternativas. A pesar de no alcanzar ventas explosivas (principalmente debido a que las ventas de sencillos han bajado sus ventas considerablemente desde comienzos del nuevo milenio, debido a la influencia de internet), el sencillo se convirtió en el más vendido de ese año, y al sobrepasar el millón de copias vendidas fue conmemorado relanzándose el mercado, en formato digipack. Su siguiente sencillo, «Voyage», fue el tema principal del primer cortometraje serie A protagonizado por Ayumi, llamada Tsuki ni Shizumu (Hundiéndose en la Luna), dirigida por Isao Yukisada. La producción mostró las dotes de Ayumi Hamasaki como actriz por primera vez desde sus días de actriz, y «Voyage» le otorgó a finales de año un Japan Record Award. 
El quinto álbum de estudio de Ayumi, RAINBOW, fue lanzado en diciembre del mismo año, y aunque llegó al primer lugar en las listas se convirtió en el primero que no alcanzó el estatus de doble platino. El álbum contenía, más que ningún otro álbum anterior, mayor número canciones compuestas por la misma Ayumi (CREA) y también se la escuchó por primera vez cantando en inglés dentro de sus canciones. El álbum tuvo una espectacular promoción, en la que los compradores de la primera impresión del álbum podían acceder a una web que requería contraseña. En esta web se incluía una parte Instrumental del tema «RAINBOW», que no estaba en el álbum original, y aquellos que podían acceder a la página se les permitía enviar sus propias letras para esta parte instrumental. Más de cien mil personas entraron en la página para dar sus consejos sobre la canción. Finalmente se aprovechó esto para terminar el tema e incluirlo en una recopilación de baladas, A BALLADS, la cual fue lanzada ya en marzo del 2003. Aunque fue muy bien promocionada, A BALLADS se considera un fracaso, dado que no obtuvo ningún disco de platino. Entre las razones, pueden estar el hecho de que la mayoría de las canciones en A BALLADS ya hubieran aparecido en su primer recopilatorio A BEST. Además, solo habían transcurrido dos años desde su primer recopilatorio cuando este álbum fue presentado.

### 2003 - 2004:Memorial addressyMY STORY
En julio del 2003 fue lanzado «&», el cual fue el tercero titulado por una letra estratégica que contenía más de dos sencillos principales. Se grabaron videos para las tres canciones de este sencillo, al contrario de las canciones del sencillo de «H» del cual ninguna de sus canciones tuvo videos. Más tarde, al llegar el lanzamiento del trigésimo sencillo de la artista, «Forgiveness», se decidió celebrar un concierto de conmemoración titulado «A museum ~30th single collection live~», que recopiló los más exitosos temas de su carrera. A finales de este año Ayumi lanzó su primer miniálbum, titulado Memorial address, en el que solo había tres canciones inéditas, lo que causó algo de descontento entre los fanáticos. A pesar de las críticas debido al poco material nuevo, se incluyeron videos musicales de todas las canciones del álbum a excepción de una, lo que lo hizo un éxito en ventas. El álbum concedió a Ayumi el récord de ser la única solista femenina en conseguir un disco de platino con un miniálbum, aparte de ser el miniálbum más vendido en Japón.
El año 2004 fue un año de revolución para Ayumi, tanto musical como también internamente; fue el año de incursión en nuevos estilos musicales, principalmente el Pop-rock y Rock acústico, así como también la gran polémica interna de Avex en la que fue uno de los principales ejes. Su sencillo «Moments» se convirtió en su primer sencillo en ser lanzado en formatos CD y DVD. Los sencillos que procederían a este serían lanzados en estos dos formatos hasta estos días. Todo iba normalmente hasta que poco tiempo después de lanzar su sencillo «INSPIRE» ocurrió algo inesperadamente: la prensa anunció que Max Matsuura, productor y amigo de Ayumi desde su debut en 1998, renunciaba a Avex Group Holdings junto a otro productor, Ryuhei Chiba. Estos dos personajes eran considerados una de las principales influencias de la discográfica, y con su partida incluso se presagió la decadencia de ésta, conocida como una de las más populares dentro de la cultura pop japonesa y asiática. Se especulaba sobre cual sería el futuro de Ayumi como artista, porque Matsuura había sido su gran soporte, y ya que no estarían más juntos. La especulación se hizo insostenible hasta que la misma Ayumi escribió un mensaje en el blog personal de su página web, diciendo que no abandonaría a Matsuura, y si él había decidido dejar el sello, lo más probable era que ella se iría a su lado. Tras dos días de cobertura mediática sobre el desmorone de Avex (ya que si Ayumi se iba sus ganancias caerían a nivel catastrófico) todo volvió a la normalidad una vez Matsuura y Chiba decidieron regresar a Avex, solo dos días después de su renuncia oficial. A finales del agitado 2004 para Ayumi y su sello, tuvo salida su esperado álbum MY STORY, su primer full album desde el 2002. Al igual que todos sus álbumes de estudio, se convirtió rápidamente en un éxito, vendiendo más de un millón de copias. En el 2005 se lanzaron al mercado reediciones del álbum de MY STORY en versiones SACD, DVD-Audio y un nuevo álbum llamado MY STORY Classical que continúa algunas de las canciones del álbum interpretadas con instrumentos de música clásica.

### 2005 - 2007:(miss)understood,SecretyA BEST 2
Su 35.º sencillo, «STEP you / is this LOVE?», lanzado en marzo del 2005, debutó en lo alto de las listas de ventas Oricon en sus apartados diarios, semanales y mensuales, debutando en el n.º 1 de Oricon. Seis meses después se lanza a la venta el 36.º sencillo, «Fairyland» c/v alterna. El videoclip de «Fairyland» es uno de los más caros que nunca se hayan rodado, costando alrededor de 2 100 000 de dólares estadounidenses. Solo un mes después, en septiembre, fue lanzado su 37.º sencillo «HEAVEN», el cual fue su primera canción utilizada en una película, llamada Shinobi -Heart Under Blade-. Su sencillo «Bold & Delicious / Pride», lanzado al mercado el 30 de noviembre, fue el resultado de nuevos experimentos musicales de la artista, ayudada por el músico Geo, compositor de la banda alemana Sweetbox. Los videos de estas dos canciones fueron grabadas en Nueva York, y ambas canciones presentaron un estilo algo extraño en Ayumi, considerado por muchos muy americanizado. Esto probablemente explicó que, a pesar de llegar el primer lugar en las listas, sus ventas hayan sido una de las más pobres en cuanto a sencillos. De hecho este podría ser el sencillo menos exitoso para Ayumi desde hace tres años atrás. Este mes también se lanzaron dos nuevas canciones, «Startin» y «Rainy day», las cuales aparecerían en el videojuego de PlayStation 2 Shin Onimusha: Dawn of Dreams, como openings y endings de este respectivamente. Más tarde se sabría que solo «Rainy day» sería parte del próximo álbum de Ayumi planeado para el primer día del 2006, por lo que «Startin» quedaría fuera.
Tras el lanzamiento de su séptimo álbum de estudio (miss)understood de forma oficial el primer día del 2006, comenzó lo que sería uno de los años menos productos de Ayumi en cuanto a lanzamientos, pero si un año en donde logró romper algunas metas importantes dentro de la música japonesa. Su primer sencillo del año, «Startin' / Born To Be...», lanzado el 8 de marzo marcó un nuevo récord en la historia de la música en Japón, convirtiendo a Ayumi en la primera artista femenina en tener más sencillos dentro del #1 de los charts de Oricon de todos los tiempos, quitándole el trono a Seiko Matsuda. Para su sencillo n.º 40 hubo grandes expectaciones; desde rumores falsos acerca de sencillos, canciones que nunca existieron, y el supuesto tercer sencillo de tres caras (aunque esto en un momento fue confirmado por el mismo sello disquero), en junio se confirmó que el sencillo sería titulado «BLUE BIRD», solo de una cara. El tema se convirtió en otro gran éxito, vendiendo en su primera semana más de 160 mil copias, lo que rompió otro récord dentro de la carrera de Ayumi, convirtiéndola en la cantante femenina con las ventas de sencillos más altas en toda la historia de Japón, con más de 20 millones de copias desde su debut ocurrido nueve años atrás.
Desde ese momento comenzaron a surgir diversos rumores acerca de la cantante, principalmente de tabloides que aseguraban que estaba subiendo de peso y que quizás estaría embarazada, aparte de que se le vio como nunca antes junto a Tomoya Nagase, su novio estable desde el 2001. La cantante viajó a Estados Unidos para relajarse, pero también realizó la sesión de fotos en Miami para su Calendario Oficial 2007, y en Hawái grabó algunos temas para lo que sería su nuevo trabajo discográfico. Mientras tanto en Japón nuevas canciones aparecían en comerciales de cámaras digitales y reproductores de música de Panasonic, las cuales eran «1 LOVE» y «JEWEL», que también hicieron circular rumores acerca de un posible nuevo sencillo de doble cara A, que contendría las canciones. El 12 de octubre todo esto fue aclarado: no sería lanzado otro sencillo en el año, y en vez de eso se lanzaría el segundo mini álbum de Ayumi desde Memorial address del 2003, y sería titulado Secret. Todo estaba preparado para recibir el segundo mini álbum de la artista hasta que sorpresivamente se cambiaron los planes y el 23 de octubre fue anunciado en la página oficial de la cantante que Secret se convertiría en su octavo álbum de estudio con catorce temas y no con siete, para la misma fecha anteriormente estimada. Solo dos sencillos lanzados este año y un álbum, algo ocurrido por primera vez en la carrera de Ayumi Hamasaki, que quizás se deba a que está aprovechando más su vida y dejando su hábito trabajólico, ya que acostumbrada lanzar al menos cuatro sencillos y un álbum cada año, como mínimo.
El 8 de diciembre la cadena de CNN internacional publicó una entrevista de treinta minutos hecha a Ayumi Hamasaki poco antes de lanzarse Secret. Esta entrevista es la primera que la cantante hace para un medio occidental, y también la primera vez que se le pudo escuchar responder en inglés algunas de las preguntas que se le hicieron, aunque en su mayoría fue doblada. Durante la entrevista se respondieron preguntas sobre al qué le atribuiría su éxito, su vida como ícono pop, y también sobre su primera gira promocional fuera de Japón (es decir por Asia), que se espera para el 2007.
Desde que el COUNTDOWN LIVE de bienvenida al año 2007 fue un Best of de los mejores conciertos de Ayumi realizados hasta esta fecha, anunciaba que algo grande estaría por venir en este año. A finales de febrero de este año fue lanzada la continuación de A BEST del 2001 -el álbum que ha alcanzado mayores ventas de Ayumi-, que serían dos versiones llamadas A BEST 2 -BLACK- y A BEST 2 -WHITE-. La selección de sencillos fueron fechas desde "evolution" hasta "Bold & Delicious / Pride", divididas en tristes y felices en las versiones negra y blanca respectivamente, más algunas canciones de álbumes y un tema nuevo "part of Me", que sería un nuevo tema de comerciales para la cadena Panasonic. Se esperaba que álbum fuera un éxito incondicional, y así fue. La primera semana en que fueron lanzadas las dos versiones del álbum fueron el primer y segundo lugar de Oricon y también el United World Charts, vendiendo solo en Japón en conjunto novecientas cincuenta mil copias, divididas prácticamente la mitad entre las versiones negra y blanca. En Japón esta es la segunda vez en treinta y seis años que una artista japonesa ocupa el primer y segundo lugar en las listas de Oricon, y también se convirtió en la primera consigue esto en los United World Charts. En marzo Oricon calificó a Ayumi como la cuarta artista japonesa con mejores ventas, y también como la artista solista con mejores ventas promedio anuales, con más de cinco millones de unidades vendidas al año.
La primera gira de Asia de toda la carrera de Ayumi, titulada "ayumi hamasaki ASIA TOUR 2007 A ～Tour of Secret～", dio comienzo los primeros días de marzo del mismo año. Con esta gira, es la primera vez que se presenta en vivo aparte de Japón, en lugares como Taiwán, Shanghái y Hong Kong. Esto causó euforía en los fanáticos asiáticos de Ayumi, donde como resultado en el concierto de Taiwán se agotaron las entradas para el concierto en menos de dos horas, en Hong Kong menos de tres horas y en Shanghái seis horas aproximadamente. En la gira cantó su tema "Who.." en mandarín e inglés por primera vez mostrado al público, provocando gran sorpresa de todos los medios.

### 2007. Tercer capítulo
En mayo fue anunciado el lanzamiento de su 41.er sencillo, el cual sería nuevamente un sencillo de doble cara A titulado "glitter/fated" e iniciaría lo que ella llamó su "tercer capítulo", lanzado el 18 de julio en Japón. La sesión fotográfica y el rodaje del video tuvieron lugar en Hong Kong, esta vez para la promoción Ayumi fue menos convencional y grabó un cortometraje musical llamado "Distance Love (glitter/fated)".
El 19 de septiembre fue lanzado un nuevo sencillo Rock titulado "talkin' 2 myself" que fue utilizado para un anuncio de la cámara digital Lumix FX-33 de Panasonic, y que igualmente alcanzó el primer lugar en las listas con gran éxito. En diciembre de este año se lanzó el primer sencillo virtual de Hamasaki, siguiendo las tendencias musicales que actualmente están teniendo harto impacto en Japón -las descargas de música a través de internet-, de su canción "Together When...". El tema fue n.º 1 en ventas digitales en ese mes, superando el millón descargas a través de sitios oficiales de música virtual.
El 1 de enero del 2008 fue puesto a la venta el más reciente álbum de Hamasaki, titulado GUILTY, que incluyó todos sus trabajos del año anterior y fue masivamente promocionado como de costumbre, al igual que todos sus lanzamientos. Lamentablemente, GUILTY se convirtió en el primer álbum de estudio de la artista que no logra llegar al primer lugar en las listas de Oricon, teniendo que conformarse con un segundo lugar por debajo del grupo japonés Kobukuro, y con ventas totales de algo más de 550 mil unidades, aunque sí llegó al primer lugar en otros países asiáticos como Taiwán.

### 2008: 10th Anniversary
El año 2008 comenzó de una manera no muy positiva para Ayumi Hamasaki. Tras los rumores surgidos por la dificultad que experimentó al cantar algunas canciones en el Countdown Live 07-08, el día 4 de enero comunicó de manera oficial en el blog de su club de fanes que había perdido completamente la audición en su oído izquierdo, problema que venía arrastrando desde el 2001. Sin embargo, y a pesar de las adversidades que esta nueva realidad le implicará, insistió en que seguirá con su carrera de cantante todo el tiempo que le sea posible. En Ese mismo año y conmemorando el décimo aniversario de su carrera musical, se inició la gira Asia Tour 2008 -10th Aniversary-, en la que recorrió Japón y también otros países asiáticos.
En el primer mes de 2008 se informó en el sitio web oficial de la cantante que se lanzaría al mercado una nueva serie de ayu-mi-x, consistente en dos álbumes de remezclas, en los que incluiría sus canciones más populares desde Memorial adress hasta la fecha. La doble publicación ayu-mi-x 6 se dividió así en versiones Gold & Silver, donde colaboraron famosos DJs y productores a nivel mundial. En esas fechas también fue anunciada la noticia de que el esperado DVD del Asia Tour 2007 A ~Tour of Secret~ se comercializaría finalmente el 12 de marzo, después de varios retrasos en la masterización.
Durante la segunda semana de enero, Ayumi viajó a Venecia -haciendo escala en París- para rodar un anuncio para la cámara Lumix FX-35 de Panasonic, y el 12 de febrero regresó a Francia para rodar un nuevo videoclip para la versión completa de la canción Mirror, finalmente llamada Mirrorcle World, uno de los interludios de su último disco GUILTY. La versión extendida de la canción se convertiría en el nuevo sencillo de Ayumi, titulado Mirrorcle World, y dentro de este sencillo se encontró, además del tema principal, un b-side nombrado Life, y en conmemoración de su décimo aniversario en la industria musical, una versión actualizada tanto del tema YOU, como de Depend on you, procedentes originariamente de su primer álbum.
El día 10 de septiembre, Ayumi lanzó un nuevo recopilatorio titulado A COMPLETE ~ALL SINGLES~, el cual fue comercializado en dos versiones diferentes una de 3 CD solamente y otra con 3 CD y un DVD. Conteniendo ambas un booklet de fotos inéditas de todos los sencillos.
El 12 de diciembre de 2008, Ayumi saca al mercado un nuevo sencillo bajo el nombre de Days/GREEN con dos versiones nuevas de TO BE y LOVE ~destiny~, y siguiendo con la tradición iniciada con el lanzamiento de Mirrorcle World, el sencillo fue sacado con dos versiones, cambiando el orden de las dos canciones nuevas e incluyendo cada una solo una de las dos versiones grabadas de las canciones antiguas.
Días antes de su concierto de fin de año, Hamasaki sufre un grave accidente en los ensayos, cayendo y sufriendo un fractura en su muñeca derecha. Pese a que un principio los medios especularon con la cancelación del concierto, debido a que Ayumi no podía mover su mano ni sostener un micrófono (hecho que se ve en el backstage del concierto en el DVD posterior), los médicos autorizan a que Hamasaki realice el concierto, usando un guante protector y calmantes. El hecho es evidente durante el concierto, en el cual Ayumi casi ni usa su mano derecha y disimuló sus bendajes con guantes, muñequeras, etc. Este mismo hecho, presumiblemente, hizo que en este concierto, como pocos, la intérprete doblara la mayoría de sus canciones. Además, este concierto se caracteriza por el error de lipsync que comete Ayumi en ANGEL'S SONG al final del primer coro, en el cual mueve los labios haciendo la mímica del final del segundo. Esto sólo se apreció en la versión de televisión del mismo día del Countdown Live. En la reedición televisiva y la versión de DVD, se cambia el plano para disimular este error. 
Cabe destacar además que al ser denominado como PREMIUM Countdown Live, este concierto se caracterizó por el hecho de que Ayumi cantó por primera vez, canciones de sus anteriores álbumes, como Signal, Hana, Powder Snow, HOPE or Pain, entre otras.

### 2009: NEXT LEVEL
El 28 de enero de 2009 se puso a la venta el concierto ASIA TOUR 2008 ~10th Anniversary~ Live in Taipei.
El contenido de este DVD-BOX es de 3 discos, el Disco 1 contiene el intro + 15 canciones, el Disco 2 es el encore del concierto y trae de vuelta los videos de fondo y el Disco 3 tiene un contenido total de 3 horas de video, todos los MC, versiones a capela, etc.
El día 25 de febrero Ayumi Hamasaki estrenó el sencillo llamado Rule/Sparkle. Lo especial de este sencillo es que la canción Rule es el tema principal de la película americana Dragonball Evolution, además, retoma su costumbre de incluir varias remezclas de la canción principal dentro del sencillo, al igual que hiciera con sus primeros sencillos.
El 25 de marzo, un mes después de la salida del sencillo RULE/Sparkle, se puso a la venta el 10.º álbum de estudio de Ayumi que se tituló NEXT LEVEL. Se lanzó en 4 versiones distintas, 2CD+DVD , CD+DVD, CD y memoria USB. El segundo CD de la versión de dos discos contiene parte de las canciones interpretadas en el PREMIUM COUNTDOWN LIVE 2008-2009.
Meses más tarde Ayumi anunció en su blog que este año habría sencillo veraniego, tal como fueron BLUE BIRD, fairyland o glitter/fated en su día. El sencillo se llamó Sunrise/Sunset ~LOVE is All~, y su lanzamiento fue el 12 de agosto. El sencillo consta de dos temas con una misma melodía, en versión balada y en versión más roquera, y con letras muy similares. Además contendría un megamix con alguna de las canciones veraniegas de Ayumi.
El 29 de diciembre se lanzó su cuadragésimo séptimo sencillo, You were.../BALLAD.

### 2010: Rock'n'Roll Circus + Love Songs
El undécimo álbum de Ayumi, titulado Rock'n'Roll Circus, fue lanzado el 14 de abril de 2010. Parte de la producción del álbum se llevó a cabo en Londres, donde Ayumi rodó también dos de los vídeos musicales contenidos en el álbum, "Microphone" y "Sexy little things". El álbum encabezó las listas de ventas, convirtiendo a Ayumi en la primera cantante solista en veinte años con diez álbumes número uno. El tour del año anterior, llamado Arena Tour 2009: NEXT LEVEL, fue rodado en sus últimas fechas con cámaras 3-D, siendo el concierto estrenado en cines el 28 de agosto de 2010, convirtiendo a Ayumi en la primera artista en publicar un concierto en 3-D. 
El 14 de julio salió a la venta el 48 sencillo de la artista, Moon/blossom, que pertenecería a un proyecto de tres sencillos en total para celebrar la publicación de su sencillo número 50. Los otros dos fueron Crossroad y L, publicados el 22 y el 29 de septiembre, respectivamente. Los tres sencillos alcanzaron el número uno en las listas, siendo L su 25 sencillo consecutivo número uno. Esto supuso un récord por el mayor número de sencillos consecutivos con número uno, tanto para la categoría de grupo o banda como para artista en solitario. El puesto le fue arrebatado a Seiko Matsuda, quien consiguió publicar 24 sencillos consecutivos con número uno.
El día 28 de octubre de 2010 se anunció en su sitio oficial el título del nuevo álbum, titulado Love songs, que sería publicado en la temporada de Navidad, concretamente el 22 de diciembre. El álbum contiene sus últimos 3 sencillos y 9 canciones nuevas. Fue lanzado en 3 versiones: CD+DVD, CD y un Limited set que contiene un micro USB, una tarjeta micro SD para el móvil con el álbum, un DVD con los videoclips y un libro de fotos exclusivo.

### 2011: POWER of MUSIC + FIVE
A finales de febrero Ayumi regresó a Japón para trabajar en su nueva gira que iba a tener de título ARENA TOUR 2011 A　～HOTEL Love songs～. Tras el desastre ocurrido en Japón el 11 de marzo, la cantante decidió cambiar completamente el concepto de la gira y pasó a llamarse ～POWER of MUSIC～ 2011 A. La gira comenzó el 7 de mayo, teniendo como principal objetivo animar a la población japonesa. Ayumi durante el desastre se mostró preocupada y comprometida con la causa llegando a donar 35 millones de yenes y escribiendo mensajes de apoyo sin parar en su Twitter oficial. También participó y fue portada de LOVE & HOPE, libro de fotos benéfico realizado por el fotógrafo Leslie Kee en el que colaboraron una gran variedad de celebridades de todo el mundo.
El 31 de agosto es la fecha prevista para lanzar su segundo miniálbum titulado FIVE. Se compone de 5 canciones, una de ellas se titula progress y forma parte de la banda sonora del juego de PS3 Tales of Xillia. Otras dos canciones de FIVE son colaboraciones con artistas (JUNO y Urata Naoya).

### 2012-13: 15.º aniversario, Love Again y recopilatorio
En 2012, la International 3D Society anunció a los ganadores de sus Premios 3D Creative Arts 2012, siendo Hamasaki premiada con un premio al "Electronic Broadcast Media (Television) - Live Event" por su gira A3D ayumi hamasaki Arena Tour 2009 A (Next Level). El 21 de marzo, Ayumi lanzó su decimotercer disco de estudio, Party Queen. El disco llegó a ser número dos en las listas Oricon, siendo su segundo disco de estudio en lograrlo tras Guilty. El 6 de agosto de 2012, Ayumi lanzó su sexto disco compilatorio, A Summer Best, el cual incluía dos nuevas canciones que fueron lanzadas de manera digital para la promoción del disco: la cover TRF, Happenning Here y You & Me.
En septiembre de 2012, se anunció que para conmemorar su 15.º aniversario en la industria de la música el 8 de abril de 2013, lanzaría nuevo material durante cinco meses consecutivos, empezando el 8 de noviembre de 2012 hasta el 8 de marzo de 2013. Los primeros lanzamientos fueron dos miniálbumes, Love y Again, los cuales salieron a la venta el 8 de noviembre y de diciembre respectivamente. El 8 de enero lanzó su disco recopilatorio A Classical, l cual incluía arreglos clásicos de canciones ya lanzadas. Para el cuarto lanzamiento sacó su decimocuarto disco de estudio, Love Again, el cual incluía las canciones de sus dos miniálbumes previos. El quinto y último lanzamiento se trataba del DVD/Blu-ray de su Arena Tour 2012: Hotel Love Songs, estrenado en marzo. En abril de 2013, Ayumi comenzó su 15th Anniversary Tour: A Best Live, el cual duró cuatro meses hasta finales de julio. La lista de canciones fue elegida por los fanes mediante una encuesta en línea y fue posteriormente lanzada como su primer disco en directo el 18 de septiembre. Las versiones en DVD y Blu-ray salieron el 30 de octubre de 2013. El 25 de enero de 2013, Ayumi lanzó Feel the Love/Merry-go-round, su primer sencillo físico en tres años. Feel the Love fue compuesto por Tetsuya Komuro y producido por Dj Hello Kitty, mientras que Merry-go-round fue producida por Taku Takahashi e incluía al rapero Verbal. Ambas canciones son fuertemente influenciadas por la música dance-pop occidental.

### 2014-2015:Colours,A One,Sixxxxxxy otros lanzamientos
En enero de 2014 se anunció su nueva canción, Pray, elegida para ser el tema principal de la película de anime Osamu Tezuka's Budda 2-Owarinaki Tabi, la cual se estrenó el 8 de enero de 2014 en Japón. La canción fue lanzada digitalmente el 27 del mismo mes. Otra nueva canción, Hello New Me, se presentó como el tema principal de la nueva temporada del drama de Fuji TV Zoku-Saigo Kara Nibanme no Koi, que empezó a retransmitirse en abril de 2014. La canción salió de forma digital el 14 de mayo. Del 30 de mayo al 6 de julio de 2014, Ayumi mantuvo su gira Premium Showcase: Feel the love, la cual ofreció 11 conciertos en 3 ciudades: Nagoya, Osaka y Tokio. Durante esta gira, Ayumi abandonó por primera vez su formato tradicional de sus conciertos previos y presentó un espectáculo más corto e ininterrumpido, debutando con acrobacias aéreas. El decimoquinto disco de estudio, Colours, se lanzó el 2 de julio de 2014, y alcanzó el número cinco durante su primera semana en las listas Oricon, siendo el primer disco de Ayumi en debutar fuera del Top 3. Sin embargo, también fue un nuevo récord para ella, siendo la segunda artista en la historia de Japón -tras Yumi Matsutoya- en tener 47 discos dentro de las listas Top 10.
El 18 de octubre de 2014, Ayumi actuó en el acto de clausura en el concierto A-Nation que se llevó a cabo en los Teatros MasterCard de Marina Bay Sand, en Singapur. Era su segunda vez actuando en Singapur tras su actuación en los MTV Asia Awards hace 12 años. El 2 de noviembre, Ayumi anunció en su página oficial de Facebook que había empezado a grabar nuevo material compuesto por Tetsuya Komuro, Kunio Tago y Tetsuya Yakumi para su trilogía de baladas invernales. El 6 de noviembre se anunció el título del sencillo, Zutto.../Last Minute/Walk, siendo lanzado el 24 de diciembre de 2014. El 10 de noviembre se anunció que Ayumi colaboraría en un disco de tributo a Hikaru Utada. Para el álbum cantó una cover del sencillo de Hikaru de 1998, Movin' on Without You. La trilogía de baladas invernales, Zutto.../Last Minute/Walk se lanzó el 24 de noviembre y alcanzó el número cinco en las listas Oricon. Con este logro, Ayumi se convirtió en la primera solista de la historia japonesa en tener 50 sencillos en las listas Top 10 de Oricon. En cuanto a artistas en general, Ayumi se convirtió en la tercera artista con más sencillos Top 10 desde la fundación de Oricon en 1968. En diciembre anunció que no iría al programa de Año Nuevo Kōhaku Uta Gassen por primera vez en 15 años. Explicó que quería quitarse responsabilidades que se sentía presionada a hacer y que deseaba centrarse en los proyectos para con su carrera, especialmente en aquellos que expandirían su influencia a través de Asia.
El 15 de febrero de 2015, Ayumi hizo una aparición sorpresa durante el concierto JJ Lin en Taipéi, Taiwán. Cantaron un dueto de la canción Seasons y JJ Lin anunció que produciría una canción para el próximo disco de Ayumi, A One. El 8 de abril se lanzó el disco, incluyendo los sencillos Zutto..., Last Minute, Walk, la cover de Hikaru Movin' on Without You y The Gift, la canción producida por JJ Lin y para el cual rodaron un vídeo musical promocional. Entre abril y julio de 2015, Ayumi se embarcó en su gira Arena Tour 2015 A Cirque de Minuit a través de Japón, la cual fue planeada como una versión extendida de sus conciertos previos Countdown Live de finales de 2014. La gira consistió en una lista de 34 canciones y duró 3 horas y 45 minutos, siendo su concierto más largo hasta la fecha. En el último espectáculo anunció que comenzaría otra gira en septiembre, esta vez exclusiva para miembros de su club de fanes oficial, TeamAyu. El TA Limited Live Tour, la primera gira exclusiva para su club de fanes desde 2003, empezó el 29 de septiembre de 2015 y consistía en 16 conciertos en 7 lugares.
En abril de 2015 empezó a retransmitirse una nueva canción, Step by Step, como tema principal del drama de NHK TV Bijo to Danshi, y poco después fue lanzado como sencillo digital el 1 de julio. El 5 de agosto, Ayumi lanzó su sextra reproducción extendida, Sixxxxxx, incluyendo seis nuevas canciones. Sayonara se hizo número uno en las listas de descargas digitales en Taiwán, Hong Kong, Singapur y Malasia. El 23 de diciembre de 2015, lanzó un disco invernal llamado Winter Diary: A7 Classical, que incluía canciones de sus dos últimos discos -A One y Sixxxxxx- con arreglos clásicos, y una nueva canción llamada Winter Diary, producida por Tetsuya Komuro. Ayumi promocionó el disco desde su cuenta de Instagram, la cual estaría activa durante un mes hasta finales de enero de 2016. Compartió imágenes del rodaje del vídeo musical de Winter Diary, en Taiwán.

### 2016: Nuevo álbum
En su último post de Instagram, Ayumi confirmó que estaba trabajando en su decimoséptimo disco de estudio para 2016. El 28 de marzo salió la edición del 15.º aniversario, A Best. Desde el 14 de mayo hasta el 18 de julio, Ayumi estará en su gira Arena Tour 2016 A: Made in Japan, que será una versión extendida de su 2015-2016 Countdown Live Made in Tokyo.

## Imagen
La revista Time se percató de la falta de talentos de Ayumi tales como los movimientos de baile de Namie Amuro, el encanto de Hitomi o las "pirotecnias vocales" de Hikaru Utada. Sus propios fanes consideraban su voz chillona. Sin embargo, su música es a veces considerada una de las mayores fuerzas de cambio en las modas de música actuales en Japón, lo cual ha sido atribuido a su imagen siempre cambiante o a sus letras escritas por ella misma, aunque los críticos le dan crédito a buenas estrategias de publicidad. Ayumi también ha sido conocida por su habilidad artística: se la considera una pionera de la moda, con influencia más allá de Japón. The Guardian dice que Ayumi "ha casado éxitos accesibles y corrientes con vídeos de alto concepto y vestuario llamativo". La extensa influencia d su música y su imagen siempre cambiante ha hecho que se la compare a menudo con Madonna.
Las letras e imagen de Ayumi se han hecho un hueco en la Generación X asiática, principalmente por la "belleza conflictiva o inarmónica" de su moda y letras. Su imagen combina elementos occidentales y orientales, mientras que sus canciones tienen mayoritariamente títulos en inglés aunque no contengan letras en inglés (hasta Rainbow. El crítico musical Tetsu Misaki creyó que la yuxtaposición de su imagen y sus letras personales eran lo que más vendía. La popularidad de su música se extiende más allá de Japón y tiene un gran número de seguidores a través de Asia, siendo una de las pocas cantantes japonesas cuyos discos han vendido más de 10 000 copias en Singapur. En 2002, sin embargo, las ventas de Ayumi comenzaron a caer debido al lento mercado japonés y a la creciente piratería. Como resultado empezó a moverse en el mercado asiático en 2002, actuando en otros países como Singapur, Corea del Sur o China.

## Otras actividades

### MTRLG
Ayumi lanzó su propia marca de moda, MTRLG (Material Girl), en 2001. Sus prendas eran vendidas en boutiques MTRLG y en tiendas Mise S*clusive.

### Ayupan
En 2002, Ayumi creó Ayupan, una versión de dibujos de sí misma que apareció en una línea de merchandise (principalmente figuras). Durante su gira Tour of Secret, en 2007, Ayumi colaboró con Sanrio para crear una línea de merchandise, Ayumi Hamasaki x Hello Kitty, que mostraba a Ayupan y a Hello Kitty Juntas. El merchandise incluía correas para teléfonos móviles y cámaras Lumix decoradas con una foto de Hello Kitty tras el "A" logo.

### Ayu ready?
Durante breve tiempo presentó su propio programa de televisión, Ayu ready? (octubre de 2002), en Fuji Television. El programa de entrevistas se emitía los sábados por la noche, de 11:30 a medianoche, y a menudo cantaba con algunos de sus invitados. Para promocionar el programa (y su disco Rainbow), Ayumi abrió un restaurante, Rainbow House, en Shōnan Beach, donde ocasionalmente se rodaban algunos episodios de Ayuready?. Tras algo menos de dos años se emitió el último episodio, en marzo de 2004.

## Filantropía
En marzo de 2011, Ayumi donó 30 millones de dólares estadounidenses para las ayudas del terremoto y tsunami de Japón de 2011. También colaboró con la revista de moda ViVi para vender camisetas para la caridad.

## Vida personal

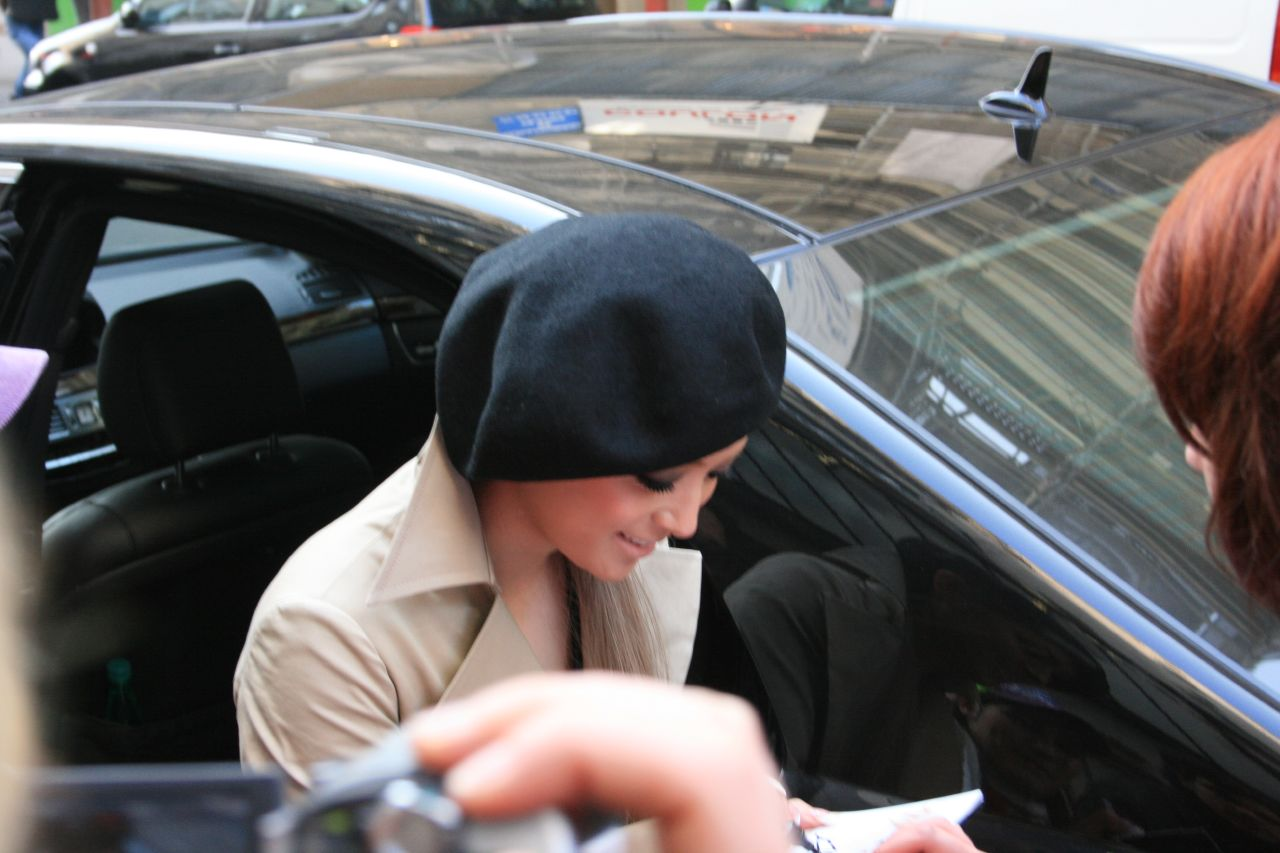
Ayuki Kamasaji en París, Francia en 2008.

### Relaciones
El 1 de enero de 2011, Ayumi anunció que iba a casarse con el modelo y actor australiano Manuel Schwarz, a quien había conocido en agosto de 2010 durante el rodaje de Virgin Road. El 2 de enero, su oficina anunció que se habían casado en los Estados Unidos el día anterior. Sin embargo, el 16 de enero de 2012, Ayumi anunció en su web que iban a divorciarse. La razón del divorcio era que, inicialmente, Ayumi quería mudarse con Schwarz a los Estados Unidos, pero debido al terremoto y al tsunami que asoló Japón en 2011 sintió que no quería abandonar su país natal.
El 13 de diciembre de 2013 se anunció en la página oficial de TeamAyu que se había prometido con un estudiante de medicina americano 10 años más joven, con quien llevaba saliendo desde la primavera de ese mismo año.
El 3 de marzo de 2014, la cantante anunció en la página de TeamAyu que estaba oficialmente casada. De acuerdo a su agencia, la pareja ya había finalizado los trámites de matrimonio en los Estados Unidos a finales de febrero.
El 11 de septiembre Hamasaki anunció a través de la página oficial de TeamAyu que su marido y ella se habían separado. El 30 de septiembre de 2016 Hamasaki anunció a través de la página oficial de TeamAyu que el divorcio ya había finalizado. Sin embargo, una moción para disolver el matrimonio no fue notificada hasta abril de 2017, en Los Ángeles, California.
El 1 de enero de 2020, Hamasaki anunció a través de la página oficial de TeamAyu que "el año pasado dio a luz a un pequeño ángel" habiendo llevado su embarazo en secreto. Informes indicaron que el niño nació en noviembre.
El 2 de octubre de 2020, Hamasaki anunció su segundo embarazo a través de la página oficial de TeamAyu. En abril de 2021 dio a luz a su segundo hijo.

## Discografía
|  | Álbumes de estudio - 1999: A Song for XX - 1999: LOVEppears - 2000: Duty - 2002: I am... - 2002: RAINBOW - 2004: MY STORY - 2006: (miss)understood - 2006: Secret - 2008: Guilty - 2009: Next Level - 2010: Rock'n'Roll Circus - 2010: Love songs - 2012: Party Queen - 2013: Love again - 2014: Colours - 2015: A One - 2016: MADE IN JAPAN - 2023: Remember you | Álbumes compilatorios - A Best (2001) - A Ballads (2003) - A Best 2 (2007) - A Complete: All Singles (2008) - A Summer Best (2012) | EPs & Miniálbumes - Memorial Address (2003) - Five (2011) - Love (2013) - Again (2013) - Sixxxxxx (2015) - Trouble (2018) |

### Perdida de la Audición
En enero de 2018, Hamasaki anunció en su blog sobre que una condición inoperable, posiblemente tinnitus o la enfermedad de Ménière, le había causa sordera en oído izquierdo.
Fue diagnosticada con esta condición el 2006 y el problema tiene su origen desde el 2000, cuando una infección al oído, pero continuó cantando a pesar de la recomendación de los especialistas. A pesar de esta condición, Hamasaki declaró que desea continuar cantando y que "como profesional" ella quiere "entregar su mejor desempeño para todos". El 20 de mayo de 2017 escribió que además estaba perdiendo la audición en la oído derecho y que ha sentido mareos y náuseas. No obstante, prometió continuar cantando, escribiendo: "El escenario es donde pertenezco. Es el único lugar en donde realmente existo. No sé nada más".

## Tours
| Año       | Título                                                                  | Formato en el que fue lanzado |
| --------- | ----------------------------------------------------------------------- | ----------------------------- |
| 2000      | ayumi hamasaki concert tour 2000 A 第1幕                                | VHS, DVD, VCD                 |
| 2000      | ayumi hamasaki concert tour 2000 A 第2幕                                | VHS, DVD, VCD                 |
| 2000-2001 | ayumi hamasaki COUNTDOWN LIVE 2000-2001 A                               | VHS, DVD, VCD                 |
| 2001      | ayumi hamasaki DOME TOUR 2001 A                                         | VHS, DVD, VCD                 |
| 2001-2002 | ayumi hamasaki COUNTDOWN LIVE 2001-2002 A                               | VHS, DVD, VCD                 |
| 2002      | ayumi hamasaki ARENA TOUR 2002 A                                        | VHS, DVD, VCD                 |
| 2002      | ayumi hamasaki STADIUM TOUR 2002 A                                      | VHS, DVD, VCD                 |
| 2002-2003 | ayumi hamasaki COUNTDOWN LIVE 2002-2003 A                               | DVD, VCD                      |
| 2003-2004 | ayumi hamasaki ARENA TOUR 2003-2004 A                                   | DVD, VCD                      |
| 2004      | ayumi hamasaki A museum ～30th single collection live～                 | DVD, VCD                      |
| 2004-2005 | ayumi hamasaki COUNTDOWN LIVE 2004-2005 A                               | DVD, VCD                      |
| 2005      | ayumi hamasaki ARENA TOUR 2005 A ～MY STORY～                           | DVD, VCD                      |
| 2005-2006 | ayumi hamasaki COUNTDOWN LIVE 2005-2006 A                               | DVD, VCD                      |
| 2006      | ayumi hamasaki ARENA TOUR 2006 A ～(miss) understood～                  | DVD, VCD                      |
| 2006-2007 | ayumi hamasaki COUNTDOWN LIVE 2006-2007 A                               | DVD, VCD                      |
| 2007      | ayumi hamasaki ASIA TOUR 2007 A ～Tour of Secret～ "LIVE + DOCUMENTARY" | DVD                           |
| 2007-2008 | ~ayumi hamasaki COUNTDOWN LIVE 2007-2008 ~Anniversary~                  | DVD                           |
| 2008      | ASIA TOUR 2008 ~10th Anniversary~ Live in TAIPEI                        | DVD                           |
| 2008-2009 | ayumi hamasaki PREMIUM COUNTDOWN LIVE 2008-2009                         | DVD                           |
| 2009      | Ayumi Hamasaki Arena Tour 2009 ~ NEXT LEVEL                             | DVD                           |
| 2009-2010 | ayumi hamasaki COUNTDOWN LIVE 2009-2010 ～Future Classics～             | DVD                           |
| 2010      | ayumi hamasaki Rock'n'Roll Circus Tour FINAL ～7days Special～          | DVD, Blu-ray                  |
| 2010-2011 | ayumi hamasaki COUNTDOWN LIVE 2010-2011 A ～do it again～               | DVD, Blu-ray                  |
| 2011      | ayumi hamasaki ～POWER of MUSIC～ 2011 A                                | DVD, Blu-ray                  |
| 2011-2012 | ayumi hamasaki COUNTDOWN LIVE 2011-2012 A ～HOTEL Love songs～          | DVD                           |
| 2012      | ayumi hamasaki ARENA TOUR 2012 A ～HOTEL Love songs～                   | DVD, Blu-ray                  |
| 2012-2013 | ayumi hamasaki COUNTDOWN LIVE 2012-2013 A ～WAKE UP～                   | DVD, Blu-ray                  |
| 2013      | ayumi hamasaki 15th Anniversary TOUR ～A BEST LIVE～                    | DVD, Blu-ray                  |
| 2013-2014 | ayumi hamasaki COUNTDOWN LIVE 2013-2014 A                               | DVD, Blu-ray                  |
| 2014      | ayumi hamasaki PREMIUM SHOWCASE ～Feel the love～                       | - -                           |
| 2015      | Ayumi Hamasaki Arena Tour 2015 Cirque De Minuit                         | - -                           |
| 2016      | Arena Tour 2016 A: Made In Japan                                        | - -                           |
| 2016      | Team Ayu Limited Live Tour 2016                                         | - -                           |
| 2017-2018 | Just the Beginning 20 Tour 2017                                         | - -                           |
| 2018      | Arena Tour 2018: Power of Music 20th Anniversary                        | - -                           |
| 2018-2019 | Trouble Tour 2018–2019 A                                                | - -                           |
| 2019      | 21st Anniversary: Power of A^3                                          | - -                           |
| 2019      | Trouble Tour 2019 A: Misunderstood                                      | - -                           |
| 2021-2022 | Asia Tour 2021–2022 A: 23rd Monster                                     | - -                           |
| 2023-2024 | 25th Anniversary Live Tour                                              | - -                           |
| 2024      | Team Ayu Limited: Thank U Tour 2024                                     | - -                           |

### Asia tours
- Tour of Secret|Asia Tour 2007 A: Tour of Secret (2007)
- Ayumi Hamasaki Asia Tour 2008: 10th Anniversary|Asia Tour 2008: 10th Anniversary (2008)
- Asia Tour 2024 A: I am Ayu (2024)
- Asia Tour 2025 A: I am Ayu Ep. II (2025)

### Conciertos de año nuevo
- Ayumi Hamasaki Countdown Live 2000–2001 A|Countdown Live 2000–2001 A
- Ayumi Hamasaki Countdown Live 2001–2002 A|Countdown Live 2001–2002 A
- Ayumi Hamasaki Countdown Live 2002–2003 A|Countdown Live 2002–2003 A
- Ayumi Hamasaki Countdown Live 2004–2005 A|Countdown Live 2004–2005 A
- Ayumi Hamasaki Countdown Live 2005–2006 A|Countdown Live 2005–2006 A
- A Best 2: White#DVD track listing|Best of Countdown Live 2006–2007 A
- Ayumi Hamasaki Countdown Live 2007–2008 Anniversary|Countdown Live 2007–2008 Anniversary
- Ayumi Hamasaki Premium Countdown Live 2008–2009 A|Premium Countdown Live 2008–2009 A
- Ayumi Hamasaki Countdown Live 2009–2010 A: Future Classics|Countdown Live 2009–2010 A: Future Classics
- Ayumi Hamasaki Countdown Live 2010–2011 A: Do It Again|Countdown Live 2010–2011 A: Do It Again
- Ayumi Hamasaki Countdown Live 2011–2012 A: Hotel Love Songs|Countdown Live 2011–2012 A: Hotel Love Songs
- Ayumi Hamasaki Countdown Live 2012–2013 A: Wake Up|Countdown Live 2012–2013 A: Wake Up
- Ayumi Hamasaki Countdown Live 2013-2014 A|Countdown Live 2013–2014 A
- Ayumi Hamasaki Countdown Live 2014–2015 A: Cirque de Minuit|Countdown Live 2014–2015 A: Cirque de Minuit
- Countdown Live 2015–2016 A: Made In Tokyo
- Team Ayu|Countdown Live 2016–2017 A: Just The Beginning 20
- Team Ayu|Countdown Live 2018–2019 A: Trouble
- Ayumi Hamasaki Countdown Live 2019–2020: Promised Land A|Countdown Live 2019–2020: Promised Land A
- Countdown Live 2021–2022 A: 23rd Monster
- Countdown Live 2022–2023 A: Remember You
- Countdown Live 2023–2024 A: A Complete 25
- Asia Tour 2024 A: I am Ayu#Countdown Live 2024-2025 A: I am Ayu|Countdown Live 2024–2025 A: I am Ayu

|}